# Abû `Abd Allâh Muhammad IV al-Mutawakkil
Pour les articles homonymes, voir al-Mutawakkil.
Abû `Abd Allâh Muhammad IV al-Mutawakkil (en arabe أبو عبد الله محمد المتوكل), mort en 1526, est un sultan hafside monté sur le trône en 1493, dans un contexte d'affaiblissement de la dynastie à la suite d'interminables conflits internes et de la montée en puissance de deux empires convoitant les côtes d'Afrique du Nord, l'Empire espagnol et l'Empire ottoman.

## Querelles de succession
Alors qu'Abû `Umar `Uthmân avait désigné son fils Abû Zakariyâ Yahia pour lui succéder, à sa mort en 1488, plusieurs parents se dressent contre l’héritier choisi. Celui-ci crève les yeux de l'un de ses frères et fait exécuter son oncle, mais est cependant détrôné en 1489 par son cousin germain `Abd El-Moumèn, qui périt empoisonné en 1490 et est remplacé par Abû Yahyâ Zakariya, fils de son rival malheureux. Quatre ans plus tard, lorsque Abû Yahyâ Zakariya meurt au cours d’une épidémie de peste, c’est son petit-fils Abû `Abd Allâh Mouhammad, dit El-Moutaouakkil, c'est-à-dire « qui a la confiance (de Dieu) », qui lui succède. 

## Invasion des côtes d’Afrique du Nord
Les Espagnols débarquent en Afrique du Nord dès le début du XIVe siècle. En janvier 1510, Bougie tombe entre leurs mains, bientôt suivie de Tripoli, ce qui affaiblit considérablement le prestige de la dynastie hafside. En 1511, Abu 'Abdallâh Mohammad IV al-Moutaouakkil repousse un débarquement espagnol à Djerba, mais la défaite des assaillants est plutôt due à la soif qu’à la valeur militaire des troupes du sultan, d’autant qu’échoue, à la même époque, une expédition qu'il a envoyée à la reconquête de Tripoli. En 1516, Alger est également dans la ligne de mire des Espagnols, qui bâtissent sur un îlot de la baie d'Alger une forteresse, le Peñón, destinée à bombarder la ville et à empêcher son approvisionnement, mais la population renonce à s’en remettre au sultan hafside pour la protéger et appelle à l’aide le corsaire turc Arudj Reïs, qu’elle estime plus apte à cette tâche.
Dès lors, le sultan, qui a accepté qu’Arudj et son frère Khayr ad-Din Barberousse opèrent depuis ses possessions, prend conscience que, loin d’être des alliés, ces redoutables corsaires constituent une menace pour son règne, en ce sens que leur opposition irréductible à l’envahisseur chrétien représente pour les musulmans un attrait bien supérieur à son pouvoir déclinant. Abû `Abd Allâh Mouhammad IV al-Moutawakkil doit désormais lutter contre deux ennemis redoutables sur mer, alors que la marine a toujours été le point faible de la puissance hafside. Renonçant à une lutte maritime inégale, le sultan porte son effort sur les provinces de l'Ouest menacées par Khayr ad-Din Barberousse, mais les populations de l’intérieur sur lesquelles il comptait font défection. Il ne peut empêcher que Djerba soit conquise par les Espagnols en 1520 avant que Bône et Bougie ne tombent en 1522 sous la domination ottomane.

## Bilan du règne
Abû `Abd Allâh Muhammad IV al-Mutawakkil meurt en 1526. Il laisse l’image d’un sultan cultivé et bienveillant mais faible, n’ayant pu ni repousser les envahisseurs étrangers, ni garder le contrôle des populations de l’intérieur. Jamais plus, les Hafsides ne règneront en totale indépendance.